# Pompeyano (Obispo de Huesca)
Pompeyano de Huesca (¿?- Huesca, c. 560) fue un eclesiástico hispanovisigodo que ejerció como obispo de Huesca entre los años 546-557, sucediendo a Elpidio.

## Biografía
Se sabe poco sobre sus orígenes pero Lamberto de Zaragoza lo hace discípulo de Benito de Nursia.
Aunque lo que se conoce de él es gracias a su inscripción dentro de los documentos de la propia iglesia pero su nombre no desentona dentro del ámbito hispanovisigodo ya que se registran otros prelados en la misma época con nombres similares como Ponpedius que asistió en el 614 al Concilio de Egara o el Pompeianus presbítero y vicario del obispo Juliano en el concilio de Agde, celebrado en el siglo VI y mencionado por Gregorio Magno.
| Predecesor: Elpidio | Obispo de Huesca 546-557 | Sucesor: Vicente |